# کانی کیپچاک
Kani Kıpçak (انگلیسی: Kani Kıpçak؛ ۱۴ مارس ۱۹۱۱ – ۱۰ اکتبر ۱۹۸۴) بازیگر اهل ترکیه بود.